# Gaston d'Audiffret-Pasquier
Gaston d'Audiffret-Pasquier, född 21 oktober 1823, död 4 juni 1905, var en fransk hertig och politiker.
d'Audiffret-Pasquier blev 1871 medlem av nationalförsamlingen och ordförande i den undersökningskommission, som skulle undersöka korruptionen under kejsardömet och orsakerna till den olyckliga utgången av kriget 1870. Som motståndare till bonapartisterna och anhängare av huset Orléans försökte han förgäves närma de båda grenarna av huset Bourbon. Efter de monarkiska planernas misslyckande arbetade han för en konservativ republik. Han blev 1875 president i nationalförsamlingen, 1876 den nya senatens förste president och gjorde sig under tredje republiken känd som en av den franska högerns främste och mest besinningsfulla ledare. Han efterträdde 1878 Félix Dupanloup som ledamot av Franska akademien.